# Cabaret Voltaire (klub)
Ma Anand Sheela i Christian Kracht z wykładami w Cabaret Voltaire w 2008 roku]]
Cabaret Voltaire – klub nocny znajdujący się w Zurychu w Szwajcarii założony 5 lutego 1916 roku. Jego fundatorem był Hugo Ball i Emmy Hennings oraz Marcel Janco, Richard Huelsenbeck, Tristan Tzara i Hans Arp. Klub w niedługim czasie stał się zalążkiem ruchu Dada.

## Historia
W czasie I wojny światowej Szwajcaria pozostawała państwem neutralnym, przez co wielu artystów z ogarniętej konfliktem Europy znalazło w niej azyl. W Zurychu Hugo Ball wynajął pustą halę i wraz ze swoją towarzyszką Emmy Hennings utworzyli "Cabaret Voltaire". Klub stał się mekką bohemy artystycznej. Prezentował przedstawienia pełne odniesień politycznych i społecznych, radykalnie krytykował tradycję. Na całonocnych spotkaniach prezentowani byli artyści eksperymentujący i performerzy. Częstymi bywalcami klubu byli; Wassily Kandinsky, Paul Klee, Giorgio de Chirico i Max Ernst.
28 kwietnia 1916 Ball ogłosił Manifest Dada. W czerwcu zaczął wydawać dziennik o tej samej nazwie, na łamach którego publikował między innymi Guillaume Apollinaire.